# Metal Heroes – and the Fate of Rock
Metal Heroes – and the Fate of Rock ist ein Spielbuch des deutschen Autors Swen Harder, das 2016 im Mantikore-Verlag erschienen ist. Das Spiel baut auf dem Prinzip bekannter Spielbücher wie Einsamer Wolf auf und verbindet die Lektüre mit einem Rollenspielsystem, das an klassische Pen-&-Paper-Rollenspiele angelehnt ist. 2017 wurde das Spielbuch mit dem Deutschen Rollenspielpreis ausgezeichnet.

## Spielweise

### Hintergrundgeschichte
Bei Metal Heroes – and the Fate of Rock steht der Metalfan Taylor im Mittelpunkt der Geschichte, der vom Gott des Rocks auserkoren wurde, seine Rolle einzunehmen. Taylors Aufgabe ist es, eine Garagenband zu einem Metal-Act aufzubauen und dabei die Bandmitglieder auszuwählen, zahlreiche Konzerte und Festivals zu besuchen und am Ende die größte Band des Planeten aufzubauen.

### Spielregeln
Die Spielregeln für das Spielbuch bauen zum einen auf den für alle Fantasy-Spielbücher geltenden Regeln auf und ergänzen diese durch die Charakterentwicklung, die an Pen-&-Paper-Rollenspiele angelehnt ist. Der Spieler und Leser benutzt als Charakterbogen ein „Metal-Logbuch“, auf dem der Einfluss und die Anzahl an Leben notiert werden. Dabei muss sich der Spieler zu Beginn für einen Schwierigkeitsgrad entscheiden und kann das Spiel als „Pussy“, „Rocker“ oder „Freak“ spielen. Im Charakterbogen trägt er zudem „Taylors Kram“ und verschiedene Phasen der „Road to Glory“ ein. Hinzu kommt ein eigener Band-Bogen für die Mitglieder der Band, auf denen Charaktereigenschaften der Bandmitglieder sowie die „Fanbase“ und die „Band-Chemie“ dokumentiert werden, sowie Bögen zum Repertoire der Band in verschiedenen Metal-Genres und das Tour-Book mit den Stationen der Band.
Der Leser und damit Protagonist des Romans kann die Geschichte jeweils an den Enden der einzelnen Abschnitte innerhalb der Sektionen durch verschiedene Entscheidungen und auch durch Zufallsmechnismen wie würfeln („Checks“) und Kartenziehen aus einem Pokerspiel in verschiedene Richtungen steuern, wodurch sich jeweils eine andere Geschichte ergibt. An einigen Stellen kann er die Geschichte auch zum Tod des Protagonisten führen, womit die jeweilige Geschichte dann auch endet („Power off!“).

## Hintergrund und Rezeption

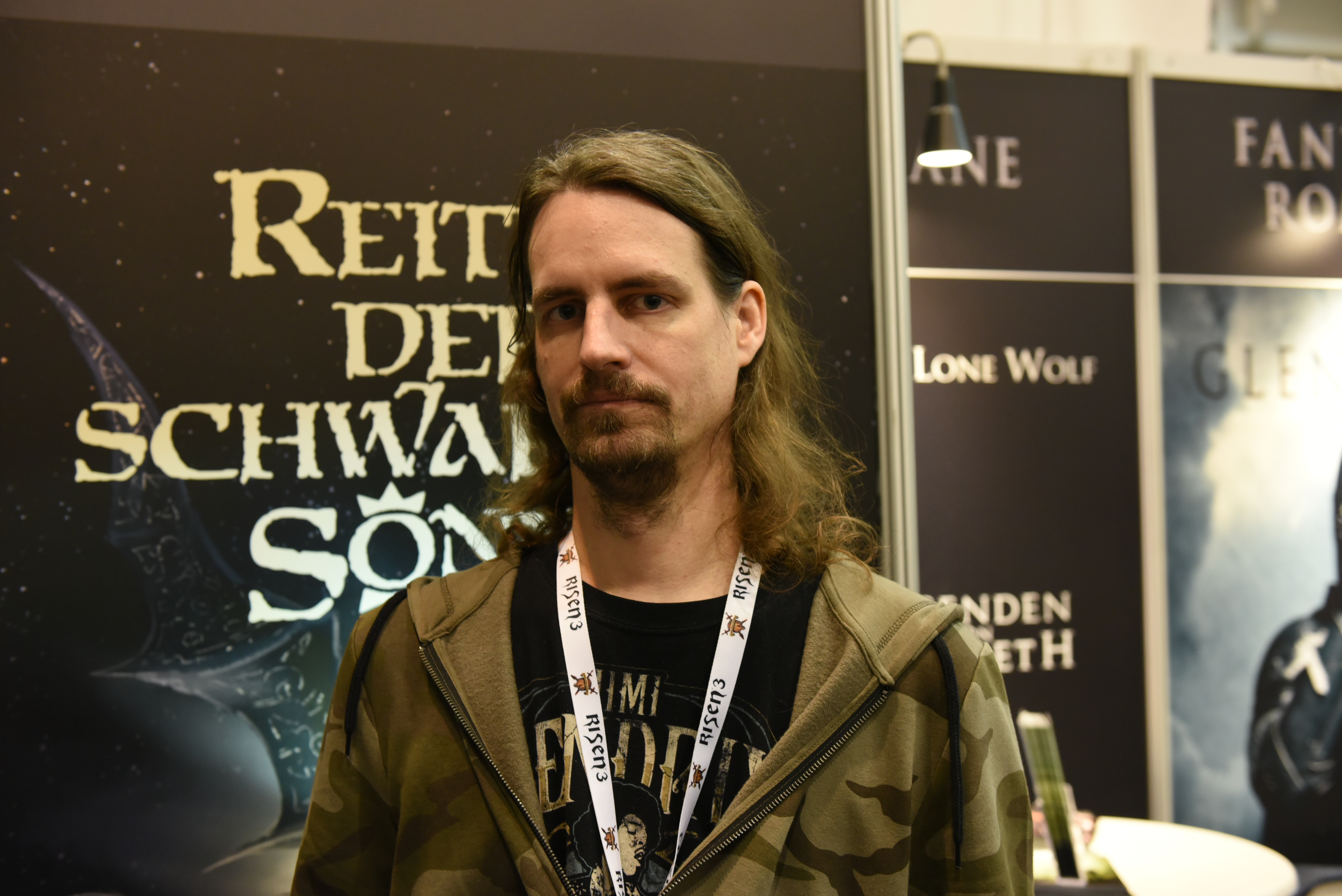
Swen Harder 2017 auf den Internationalen Spieltagen 2017 in Essen

Metal Heroes – and the Fate of Rock ist das zweite Spielbuch des deutschen Autors Swen Harder nach dem bereits 2014 mit dem Deutschen Rollenspielpreis ausgezeichneten Werk Reiter der schwarzen Sonne. Anders als dieses und anderer klassischer Spielbücher, die in der Regel in einer Fantasywelt angesiedelt sind, platzierte er die Metal Heroes in den Bereich des Heavy Metal als „Rock-Comedy“. Bei beiden Werken wurden die Illustrationen von dem Berliner Zeichner FuFu Frauenwahl übernommen.
Der Verlag publizierte das Buch gemeinsam mit einer Musik-CD mit 12 Tracks in Zusammenarbeit mit Napalm Records. Zudem arbeiteten der Autor und der Verlag auch mit dem Organisatorenteam des Wacken Open Air und dem SLAM Magazine zusammen. Die Musik-CD enthält die folgenden Titel:
1. Striker – City of Gold – 4:53
2. DevilDriver – The Appetite – 4:49
3. Cavalera Conspiracy – Bonzai Kamikazee – 4:07
4. Alestorm – Drink – 3:25
5. Delain – Stardust – 3:59 [1. Auflage] / Suckerpunch – 4:12 [2. Auflage]
6. Huntress – Eight of Swords – 5:40
7. Gormathon – Hellbender – 3:53 [1. Auflage] / Land of the Lost – 3:27 [2. Auflage]
8. Grave Digger – Tattooed Rider – 4:06
9. Mammoth Mammoth – Hell's Likely – 2:24
10. Delain – Your Body is a Battleground – 3:53
11. Huntress – Zenith – 3:59 [1. Auflage] / Flesh – 4:16 [2. Auflage]
12. Visions of Atlantis – Last Shut of your Eyes – 5:00 [1. Auflage] / Winternight – 5:38 [2. Auflage]

Zusätzlich wurde eine Special-Edition mit zwei Würfeln, einem Poker-Kartenspiel, einem Lesezeichen im Eintrittskarten-Style und einer CD-Box im Schutzschuber veröffentlicht.
2017 wurde auch Metal Heroes and the Fate of Rock mit dem Deutschen Rollenspielpreis ausgezeichnet, wobei die Laudatio von dem Literatur- und Medienwissenschaftler Lars Schmeink übernommen wurde.

## Belege
1. 1 2  Charakterbögen und Regelwerk zu Metal Heroes – and the Fate of Rock. In: Metal Heroes and the Fate of Rock, S. 8–15, S. 786–806. (Download auf der Offiziellen Website)
2. ↑  Metal Heroes and the Fate of Rock, Beschreibung auf der Website des Mantikore-Verlags; abgerufen am 19. November 2017.

## Ausgaben
- Swen Harder: Metal Heroes – and the Fate of Rock. Mantikore-Verlag, Frankfurt 2016. ISBN 978-3939212-60-7